# Andrei Karpóvitx
Andrei Karpóvitx   (Semei, 18 de gener de 1981) és un exfutbolista kazakh de la dècada de 2000.
Fou 49 cops internacional amb la selecció del Kazakhstan. Pel que fa a clubs, defensà els colors de FC Dinamo Moscou i FC Lokomotiv Astana.